# L'unica (Giorgia)
L'unica è un singolo della cantautrice italiana Giorgia, pubblicato il 20 giugno 2025.

## Descrizione
Il brano, scritto da Alessandro La Cava e Federica Abbate, è prodotto da Francesco Catitti, in arte Katoo, e Nicola Lazzarin, in arte Cripo.

## Promozione
Il 6 giugno 2025 il brano è stato anticipato in esclusiva da Fiorello nel corso dell'ultima puntata stagionale del suo programma radiofonico Radio2 Radio Show - La pennicanza, in onda su Rai Radio 2.

## Video musicale
Il video musicale, diretto da Marco Braia, è stato pubblicato in concomitanza all'uscita del brano attraverso il canale YouTube della cantautrice.

## Tracce
Testi di Alessandro La Cava e Federica Abbate, musiche di Alessandro La Cava, Federica Abbate,  Francesco Catitti e Nicola Lazzarin.
1. L'unica – 3:10

## Classifiche
| Classifica (2025) | Posizione massima |
| ----------------- | ----------------- |
| Italia            | 60                |